# Lonato
Lonato là một đô thị thuộc tỉnh Brescia trong vùng Lombardia ở Ý. Đô thị này có diện tích 70 km², dân số thời điểm 31 người.

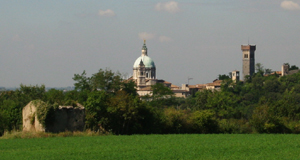
Cảnh Lonato

Đô thị này có các làng sau: Esenta, Sedena, Malocco, Castelvenzago, Campagna, Barcuzzi, Lido, Madonna della Scoperta, Centenaro.
Đô thị này giáp với các đô thị sau: Bedizzole, Calcinato, Calvagese della Riviera, Castiglione delle Stiviere, Cavriana, Desenzano del Garda, Padenghe sul Garda, Pozzolengo, Solférino.